# Monleras
Monleras és un municipi de la província de Salamanca a la comunitat autònoma de Castella i Lleó. Limita al Nord amb Roelos de Sayago, a l'Est i Sud amb Villaseco de los Reyes i a l'Oest amb El Manzano i Sardón de los Frailes.

## Demografia
| 1991 | 1996 | 2001 | 2004 |
| ---- | ---- | ---- | ---- |
| 303  | 277  | 275  | 272  |